# Трой (Мичиган)
Трой (англ. Troy) — город в округе Окленд, штат Мичиган, США. Расположен в 35 км к северо-западу от центра Детройта. По данным переписи 2020 года, его население составляло 87 294 человек, что сделало Трой самым густонасёленным городом в округе и 13-м по численности населения населённым пунктом в штате.
Трой получил статус тауншипа в 1827 году, впоследствии его части вошли в состав городов Бирмингем, Клосон и Ройал-Ок. Остальная его часть получила статус города в 1955 году.
Трой является важным деловым и торговым центром региона благодаря многочисленным офисным центрам и крупному торговому центру Somerset Collection. В 2011 году Трой был признан самым безопасным городом в Мичигане и 19-м в списке самых безопасных городов США. В 2008 году Трой занял 22-е место в списке лучших мест для жизни в США по версии CNN Money с учётом таких критериев, как жильё, качество образования, экономическая устойчивость и возможности для отдыха. В 2008 году Трой также занял четвёртое место среди самых доступных городов США со средним доходом семьи примерно 79 000 долларов..

## История
Первые участки земли на территории современного Троя были приобретены в 1819 году. Пару лет спустя было основано поселение, известное как Трой-Корнерс, расположенное на 160 акрах земли, купленных Джонсоном Найлзом. Территория бывшего поселения в настоящее время является северо-центральным районом Троя. В 1827 году был основан тауншип Трой. В 1955 году Трой официально получил статус города, в первую очередь с целью предотвращения аннексии соседними городами его территорий. Это также помогло создать более эффективные городские службы для жителей Троя, число которых за это время быстро росло из-за массового бегства жителей Детройта из города в близлежащие пригороды.
Он был назван в честь древнего города Троя, а также в честь Троя, штат Нью-Йорк, так как многие из первых поселенцев, как и в большей части Мичигана, были выходцами из этого штата.

## География
По данным Бюро переписи населения США, город имеет общую площадь 87,13 км2, из которых 86,69 км2 занимает суша, а 0,44 км2 (0,51%) — водная поверхность.

### Климат
| Показатель                    | Янв. | Фев. | Март | Апр. | Май | Июнь | Июль | Авг. | Сен. | Окт. | Нояб. | Дек. | Год |
| ----------------------------- | ---- | ---- | ---- | ---- | --- | ---- | ---- | ---- | ---- | ---- | ----- | ---- | --- |
| Абсолютный максимум, °C       | 19   | 18   | 26   | 31   | 33  | 39   | 40   | 38   | 37   | 32   | 26    | 18   | 40  |
| Средний суточный максимум, °C | 1    | 2    | 8    | 16   | 22  | 27   | 29   | 28   | 24   | 17   | 10    | 3    | 16  |
| Средний суточный минимум, °C  | −6   | −6   | −1   | 4    | 11  | 17   | 19   | 18   | 14   | 8    | 2     | −2   | 7   |
| Абсолютный минимум, °C        | −29  | −24  | −21  | −13  | −4  | 1    | 5    | 4    | −1   | −7   | −17   | −24  | −29 |
| Норма осадков, мм             | 45   | 51   | 55   | 70   | 80  | 83   | 73   | 73   | 79   | 75   | 70    | 56   | 810 |
| Источник: Intellicast         |      |      |      |      |     |      |      |      |      |      |       |      |     |

## Население
По оценке 2018 года, средний доход домохозяйства в городе составил 96 864 доллара, а средний доход семьи — 113 640 долларов. Средний доход мужчин составлял 72 005 долларов против 52 365 долларов у женщин. Средний доход на душу населения в городе составлял 46 664 доллара. Около 5,1% семей и 7,2% населения находились за чертой бедности, в том числе 6,7% лиц моложе 18 лет и 6,1% лиц в возрасте 65 лет и старше.

### Перепись 2020 года
По данным переписи 2020 года, в городе проживало 87 294 человека, было зарегистрировано 33 822 домохозяйства и 24 300 семей. Плотность населения составила 1007,7 человек на квадратный километр. Было зарегистрировано 34 953 единицы жилья со средней плотностью 403,4 человека на квадратный километр. Расовый состав города составил: 62,2% белых американцев, 4,0% афроамериканцев, 0% коренных американцев, 27,3% азиатов, 1,2% представителей других рас и 5,1% представителей двух или более рас. Латиноамериканцы любой национальности составили 2,2% населения.
Из 33 822 домохозяйств, в 35,4% проживали дети в возрасте до 18 лет, 60,1% составляли супружеские пары, проживающие вместе, в 8,3% проживала женщина без мужа, в 3,4%  проживали мужчины без жены, и 28,2% были несемейными. 23,2% всех домохозяйств состояли из отдельных лиц, а в 10,1% проживали одинокие люди в возрасте 65 лет и старше. Средний размер домохозяйства составлял 2,56 чел., а средний размер семьи — 3,05.
Средний возраст жителей города составил 43,9 года. 20,7% жителей были моложе 18 лет; 8,8% были в возрасте от 18 до 24 лет; 32% были от 25 до 44 лет; 28,6% были от 45 до 64 лет; и 19,7% были в возрасте 65 лет и старше. Гендерный состав города составлял 50,5% мужчин и 49,5% женщин.

### Перепись 2010 года
По данным переписи 2010 года, в городе проживало 80 980 человек, было зарегистрировано 30 703 домохозяйства и 22 443 семьи. Плотность населения составила 934,2 человека на квадратный километр. Было зарегистрировано 32 907 единиц жилья со средней плотностью 379,6 человек на квадратный километр. Расовый состав города составил: 74,1% белых американцев, 4,0% афроамериканцев, 0,2% коренных американцев, 19,1% азиатов, 0,6% представителей других рас и 2,0% представителей двух или более рас. Латиноамериканцы любой национальности составили 2,1% населения.
Из 30 703 домохозяйств, в 34,7% проживали дети в возрасте до 18 лет, 62,8% составляли супружеские пары, проживающие вместе, в 7,3% проживала женщина без мужа, в 3,0% проживал мужчина без жены, и 26,9% не были членами семьи. 23,4% всех домохозяйств состояли из отдельных лиц, а в 9,6% проживали одинокие люди в возрасте 65 лет и старше. Средний размер домохозяйства составлял 2,63 человек, а средний размер семьи — 3,14 человек.
Средний возраст жителей города составил 41,8 года. 23,8% жителей были моложе 18 лет; 6,7% были в возрасте от 18 до 24 лет; 24% были в возрасте от 25 до 44 лет; 31,6% были в возрасте от 45 до 64 лет; и 13,8% были в возрасте 65 лет и старше. Гендерный состав города составлял 49,3% мужчин и 50,7% женщин.

### Перепись 2000 года
По данным переписи 2000 года, в городе проживало 80 959 человек, было зарегистрировано 30 018 домохозяйств и 21 883 семьи. Плотность населения составляла 932 человека на квадратный километр. Было зарегистрировано 30 872 единицы жилья со средней плотностью 355,4 человека на квадратный километр. Расовый состав города составил:  82,30%белых американцев, 2,09% афроамериканцев, 0,15% коренных американцев, 13,25% азиатов, 0,02% уроженцев островов Тихого океана, 0,36% представителей других рас и 1,82% представителей двух или более рас. Латиноамериканцы любой национальности составили 1,46% населения.
Из 30 018 домохозяйств, в 36,9% проживали дети в возрасте до 18 лет, 64,5% составляли супружеские пары, проживающие вместе, в 6,0% проживала женщина без мужа, а 27,1% не были семьями. 22,8% всех домохозяйств состояли из отдельных лиц, а в 7,8% проживали одинокие люди в возрасте 65 лет и старше. Средний размер домохозяйства составлял 2,69 человека, а средний размер семьи — 3,23 человека.
Средний возраст жителей города составил 38 лет. 26,2% жителей были моложе 18 лет, 6,7% от 18 до 24 лет, 29,8% от 25 до 44 лет, 27,1% от 45 до 64 лет и 10,2% в возрасте 65 лет и старше. На каждые 100 женщин приходилось 98,1 мужчин. На каждые 100 женщин в возрасте старше 18 лет приходилось 94,8 мужчин.
С 1990 по 2000 год из всех муниципалитетов округов Окленд, Уэйн и Маком в Трое был зафиксирован самый высокий численный прирост азиатского населения. Согласно переписи 1990 года, в нём проживало 4932 азиата, а по данным переписи 2000 года — 10 730 человек, что на 5798 человек больше. Вследствие этого, в Трое было зафиксировано самое большое азиатское население в районе трёх округов, превосходящее по численности азиатское сообщество Детройта.

## Экономика

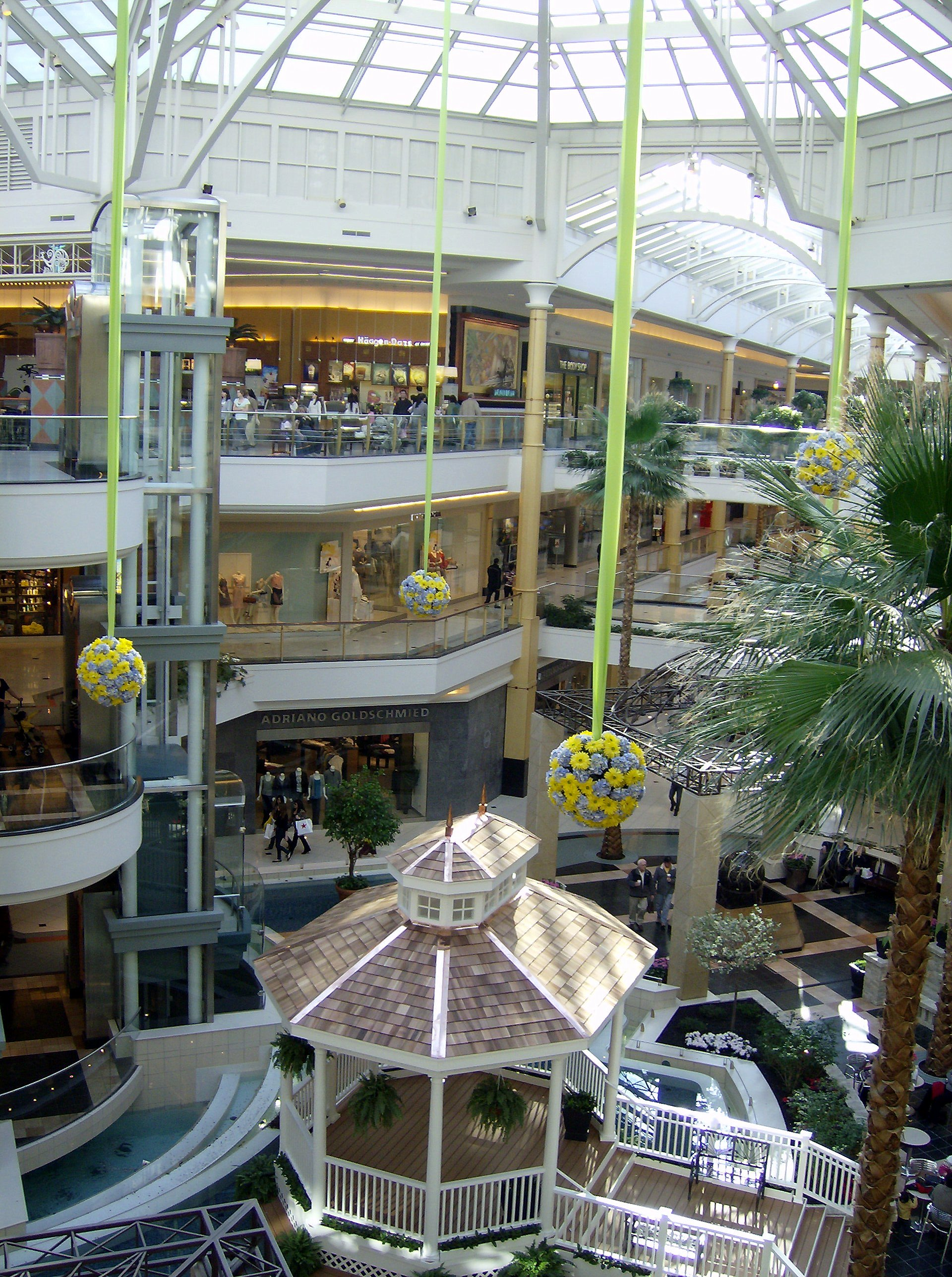
Торговый центр Somerset Collection.

Трой является важным экономическим центром, особенно в автомобильной промышленности и финансовом секторе, в городе находятся офисы ряда крупных компаний. Трой занимает второе место по совокупной стоимости недвижимости в Мичигане, уступая только Детройту. В Трое находится торговый центр Somerset Collection, в котором находятся более 180 магазинов, а также крупный торговый центр Oakland Mall. Самым высоким зданием города является штаб-квартира PNC Financial Services — PNC Center. Bank of America имеет крупный операционный центр в Трое.
В 2012 году Mahindra & Mahindra открыла в Трое свой операционный центр.

### Крупные компании
- Altair Engineering
- Anchor Bay Entertainment
- Bank of America (major center)
- Behr America

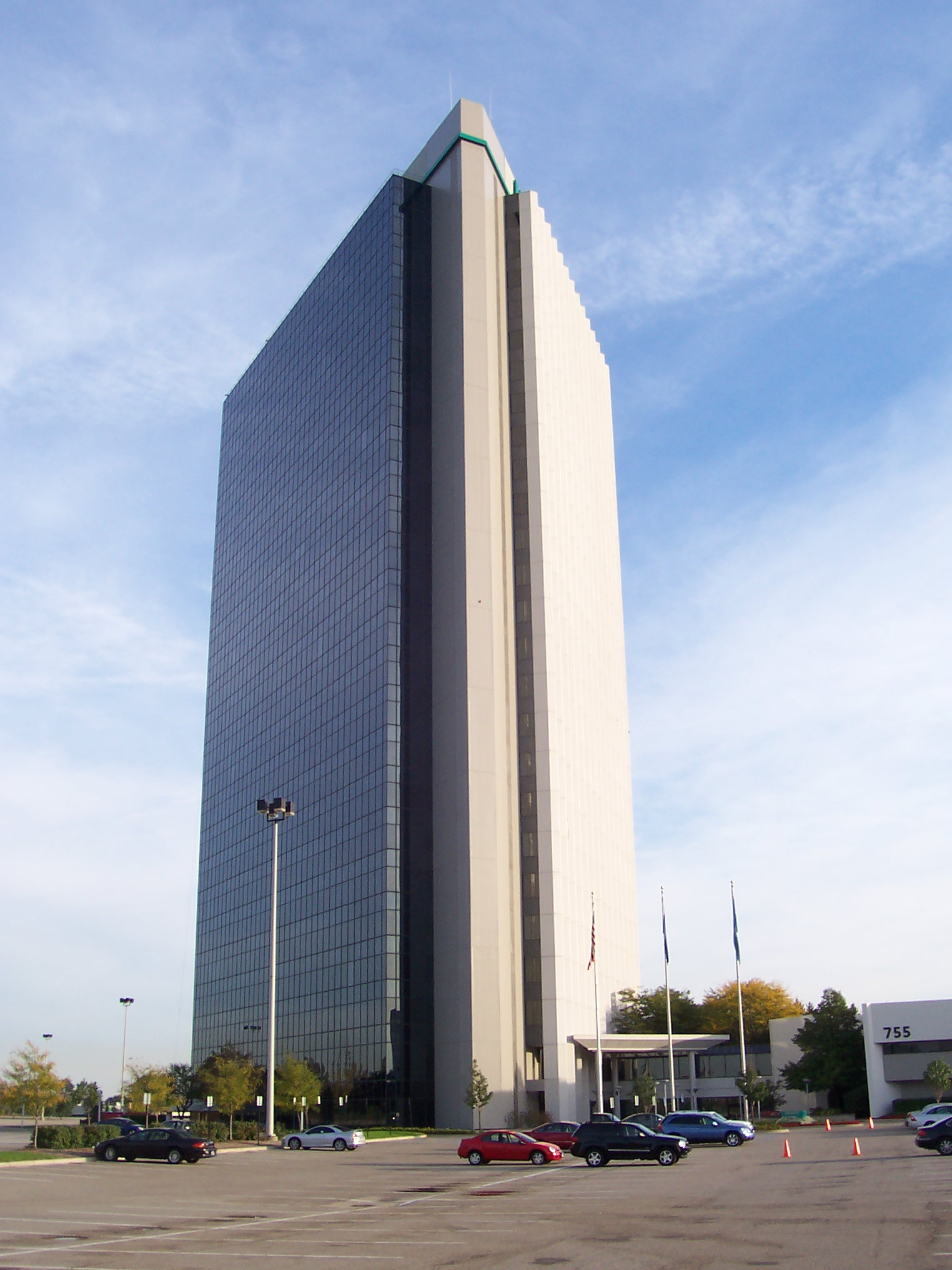
PNC Center, самое высокое здание в городе.

- Canadian National Railway (Traded as Grand Trunk Western)
- Champion Homes
- CredentialCheck
- Dayco
- Delphi
- DuPont Automotive
- Entertainment Publications
- Flagstar Bank[англ.]
- iCONMA LLC
- Inteva Products
- J. D. Power and Associates
- Kelly Services
- The Kresge Foundation
- Magna Powertrain
- Mahindra & Mahindra
- Meritor
- Molina Healthcare[англ.]
- North American Bancard
- Olga's Kitchen
- Plastic Omnium
- Plex Systems
- Rexair
- RHK Technology, Inc.
- Saleen Special Vehicles
- SAE International
- Sonic Alert
- Specter Werkes/Sports
- SRG Global
- STANLEY Black and Decker
- Syntel
- ThyssenKrupp USA
- Tyler Technologies
- ViSalus
- The Woodbridge Company (US Headquarters)
- Ziebart
- HTC Global Services

### Компании, ранее базировавшиеся или находившиеся в Трое
Штаб-квартира Arbor Drugs находилась в Трое, пока в 1998 году она не была приобретена CVS Corporation примерно за 1,48 миллиарда долларов, что сделало CVS крупнейшим сетевым розничным продавцом лекарств на рынке Детройта.
Frank's Nursery & Crafts была сетью магазинов декоративно-прикладного искусства, охватывающих 14 штатов, со штаб-квартирой в Трое, даже после того, как в 1983 году её приобрела General Host Corporation. В 2004 году компания объявила о банкротстве и вскоре прекратила своё существование.
Штаб-квартира Kmart находилась в Трое, пока в 2005 году она не приобрела Sears, обосновавшись в бывшей штаб-квартире Sears в Хофмен-Эстейтс, штат Иллинойс. Эта крупная штаб-квартира все ещё сохранилась, хотя её планировалось снести и создать благоустроенную площадь с бульварами, вдоль которых расположились бы высококлассные магазины, рестораны, офисы, театр и кондоминиумы; эти планы рухнули во время рецессии.

## Правительство
Троя использует форму правления «Совет-менеджер», и поэтому ей управляет городской совет, состоящий из мэра и шести членов совета. Нынешним мэром является Итан Бейкер, избранный на четырёхлетний срок 5 ноября 2019 года. Городской совет назначает городского менеджера, который управляет повседневной деятельностью города.
Город Трой и город Клосон на его южной границе составляют 41-й округ Мичигана для выборов в Палату представителей штата. В настоящее время округ представляет Падма Куппа в Палате представителей штата с 2019 года, а в Сенате штата — Мэллори МакМорроу с 2019 года. Ранее округ был представлен в Палате представителей штата Мартин Ховрилак с 2013 года, а в Сенате штата — Марти Нолленбергом с 2015 года. На федеральном уровне Троя входила в состав 9-го избирательного округа, представленного Джо Нолленбергом с 1993 по 2009 год и Гэри Питерсом, победившим Нолленберга в широко разрекламированной гонке в ноябре 2008 года. На федеральном уровне Трой является частью 11-го избирательного округа, в котором на выборах 2018 года победила демократ Хейли Стивенс.
В мае 2010 года городской совет Троя проголосовал за принятие бюджета, предусматривающего закрытие Публичной библиотеки Троя 1 июля 2011 г. Было внесено предложение увеличить налоги на недвижимость, чтобы библиотека могла работать независимо, но граждане проголосовали против него с перевесом в 2,2 процента. В 2011 году в конечном итоге была принята библиотека, которая существует сегодня.

## Образование

### Колледжи и университеты
В Трое находится Walsh College, ориентированная на бизнес, а также филиалы University of Phoenix, Northwood University, Central Michigan University, Spring Arbor University, the  International Academy of Design и Technology. Michigan State University. В Мичиганском государственном университете также есть Центр обучения менеджменту, (Eli Broad College of Business) расположенный у автомагистрали I-75, недалеко от пересечения Крукс-роуд. и Сквер Лейк Роуд.

### Начальные и средние школы
Есть 7 различных школьных округов, обслуживающих город Троя; однако школьный округ Трои обслуживает большинство пределов.  В округе есть несколько начальных школ, четыре средние школы и две зонированные средние школы: средняя школа Трои и средняя школа Афин.
Есть также три школьных округа, которые занимают значительные участки территории в Трое и в которых есть как минимум одна начальная школа в городе; это школьный округ Эйвондейл в северной и северо-западной части города, школьный округ Бирмингема в самой юго-западной части и Объединенные школы Уоррена на юго-востоке, в которых работает начальная школа Сьюзика в городе. В этих округах работают начальная школа Вудленд, начальная школа Пемброк и начальная школа Сасик соответственно.
Кроме того, в городе есть два других школьных округа с жилой территорией: школьный округ Блумфилд-Хиллз с частью северо-западной части города и школьный округ Ройал-Оук, на который приходится очень небольшая часть территории. южная часть города. Наконец, небольшой участок коммерческой недвижимости
В школьном округе Трои также находится восточный кампус Международной академии, которая в настоящее время занимает 7-е место в рейтинге лучших государственных средних школ США по версии Newsweek. С начала 2008–2009 учебного года школа расположена в старом здании средней школы Бейкера. Ранее Трой отправлял учеников 2011 года в центральный кампус IA в Блумфилд-Хиллз.
Приватные школы:
- Bethany Christian School
- Brookfield Academy
- Oakland Children's Academy
- St. Mark Christian Academy
- Troy Adventist Academy

## Парки
Парки города предлагают широкий спектр удобств, включая разнообразные открытые пространства: лесные массивы, реки, озера и зоны отдыха. На их территории можно найти: футбольные поля, площадки для диск-гольфа, площадки для рыбалки с берега, тренажеры на открытом воздухе, теннисные корты, баскетбольные площадки, естественные и мощеные пешеходные дорожки, игровые конструкции и качели, скейт-парк, места для пикника и павильоны.

## Транспорт

### Аэропорт
Аэропорт Окленд-Трой представляет собой небольшой пригородный аэропорт авиации общего назначения, которым управляет округ Окленд, и имеет единственный аэропорт размером 3550 футов x 60 футов (1082 м x 18 м). ) взлетно-посадочная полоса с твердым покрытием.
Аэропорт Окленд-Трой считается «главным» аэропортом округа. Деловые путешественники и туристы, пользующиеся частными, корпоративными и чартерными самолетами, извлекают выгоду из удобной близости аэропорта к деловым, рекреационным и развлекательным заведениям. Он расположен между Maple Road и 14 Mile Road.

### Дороги
I-75 проходит через середину Трои от северо-западного угла, граничащего с городком Блумфилд, и продолжается на юг к юго-восточной границе города, въезжая в Мэдисон-Хайтс. Выходы № 65, 67, 69 и 72 напрямую обслуживают Трою.
M-1/Woodward Avenue и US-24/Telegraph Road находятся на западной стороне Трои и обеспечивают доступ к городу.